# Acarnania

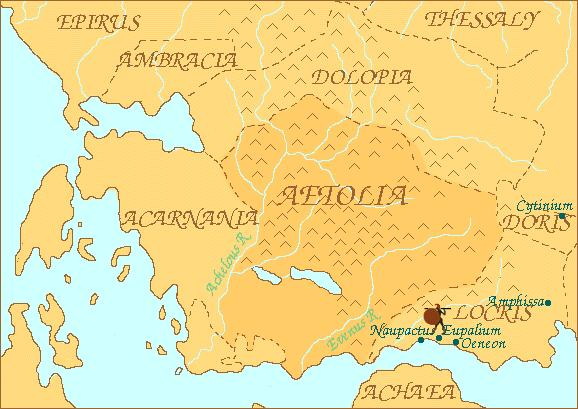
Antica regione dell'Acarnania

L'Acarnània (in greco antico: Ἀκαρνανία?, Akarnanìa) è una regione della Grecia, che si affaccia sul Mare Ionio, situata tra il fiume Acheloo ed il Golfo di Arta. 
Insieme all'Etolia fa parte della prefettura Etolia-Acarnania, nella Grecia Occidentale. La regione, prevalentemente montuosa, è attraversata da un unico fiume, l'Aspropotamo, e da tre piccoli laghi. 
Il capoluogo dell'Acarnania è Missolungi.

## Storia
Fondata, secondo la leggenda, da Acarnano, figlio di Alcmeone, le città della regione si costituirono sin dall'inizio in una specie di federazione. Nel VII secolo a.C. venne colonizzata da Corinto, che fondò città sulla costa. La regione subì poi l'influenza di Atene, con la quale si alleò all'indomani della Guerra del Peloponneso, costituendo la lega acarnana. 

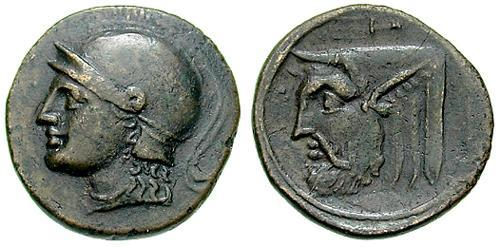
Antiche monete di Acarnania, c. 300–167 AC

In seguito la regione fu occupata dagli Spartani che sottomisero gli Acarnani. Non mancarono lotte di frontiera che portarono alla spartizione della regione fra Etoli e Epiroti. 
Durante le guerre macedoniche si schierò dalla parte di Filippo V il Macedone, ma dal 197 a.C. Roma assunse il controllo della lega, che rimase comunque autonoma, fino alla formazione della provincia di Acaia, nel 27 a.C.

## Città
Tra le località dell'Acarnania vanno ricordate Alizia, Anattorio, Leucade, Itaca, Strato, Artemita, Dioryktos, Drymos, Duo Ekklesies, Echinos, Elaos, Elleniko, Hellomenon, Herakleia,  Ithoria, Kakavoula, Kastellaki, Kastri, Koronta, Krane, Krenai, Limnaia, Lisimachia, Mazata, Medion, Metropolis, Nasos, Nea Skala, Nerikos, Oiniadai, Ormos Vathy, Ormos Vathy, Paianion, Palaiokastro, Palaiokatouna, Palairos, Palatia, Pale, Phara, Phoitiai, Pogonia, Pras, Pronnoi, Same, Sauria, Spelaion,  Syria, Thyrreion, Torybeia e Xylokastro.